# Ліпиця
Ліпиця (пол. Lipica, нім. Lindenau) — село в Польщі, у гміні Семпополь Бартошицького повіту Вармінсько-Мазурського воєводства.
Населення — 98 осіб (2011).

## Демографія
Демографічна структура станом на 31 березня 2011 року:
|          | Загалом | Допрацездатний вік | Працездатний вік | Постпрацездатний вік |
| -------- | ------- | ------------------ | ---------------- | -------------------- |
| Чоловіки | 39      | 8                  | 25               | 6                    |
| Жінки    | 59      | 15                 | 33               | 11                   |
| Разом    | 98      | 23                 | 58               | 17                   |